# Fetichismo de látex

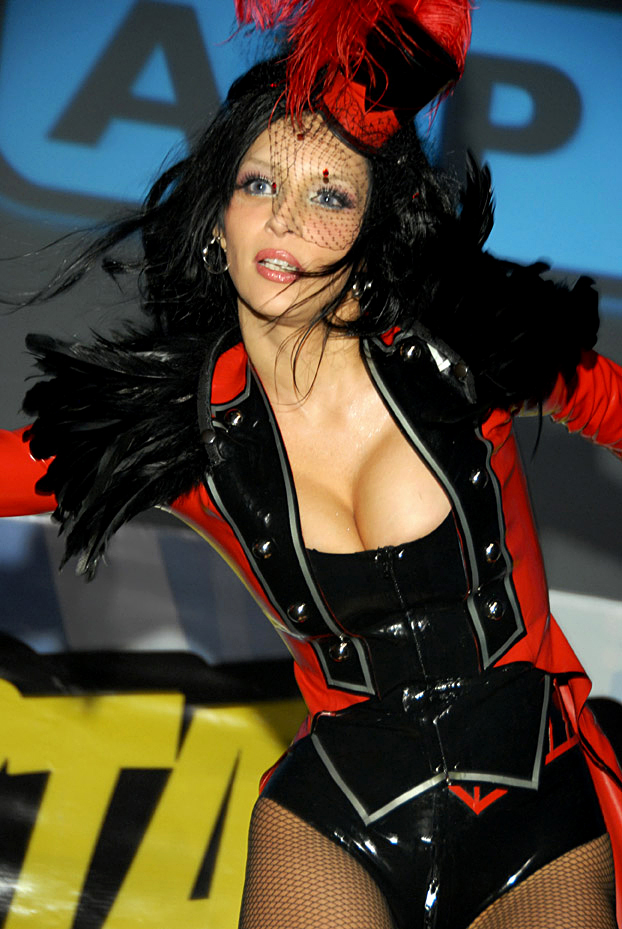
RubberDoll actuando en EXXXOTICA, Los Ángeles, California el 7 de julio de 2010

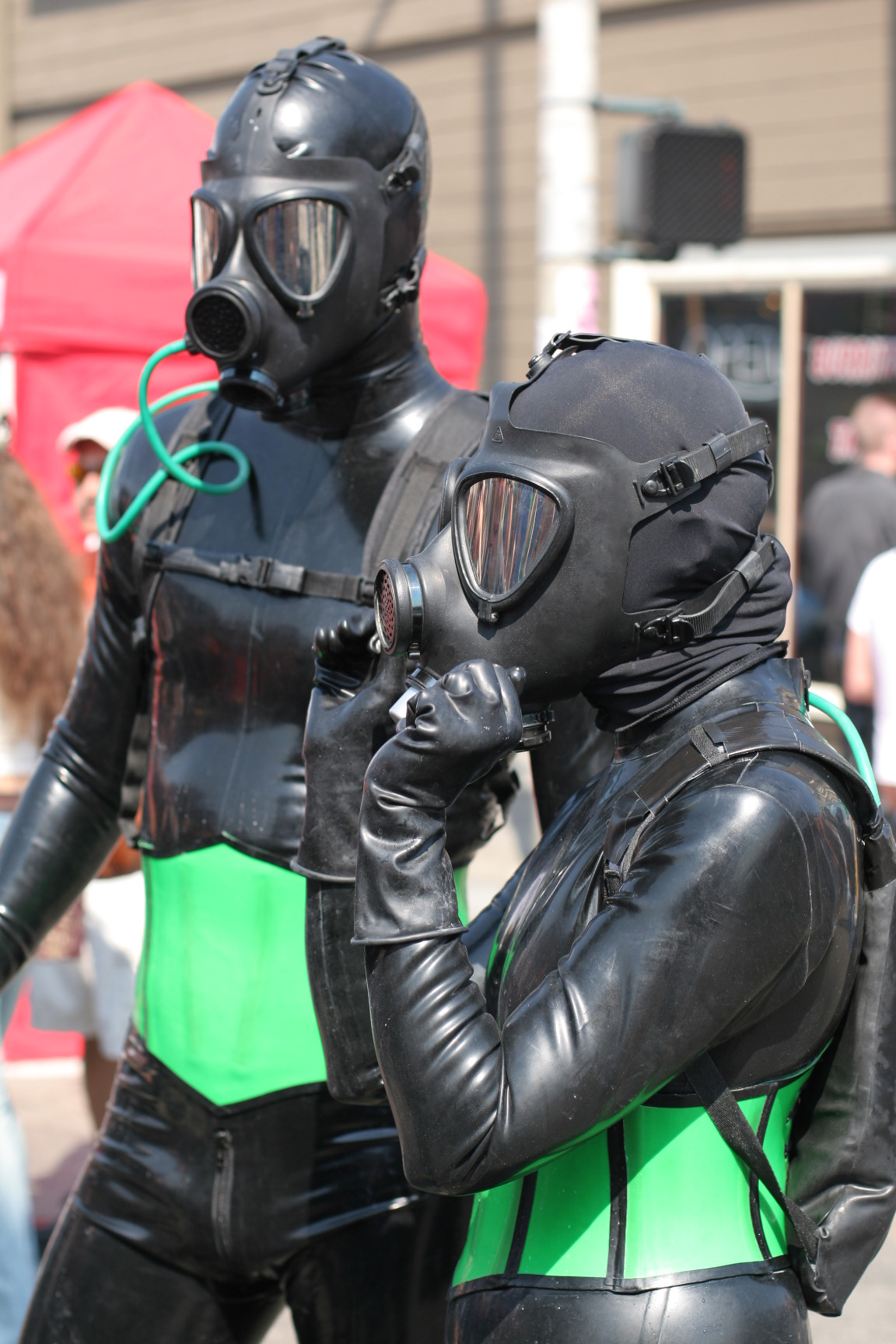
Catsuit y máscara antigás

El fetichismo de látex es un tipo de fetichismo sexual donde el objeto de deseo gira alrededor de la ropa de látex, ya sea para vestirla, interactuar con personas que la visten, o por las piezas de ropa en sí mismas. El fetichismo de látex está estrechamente relacionado con los fetichismos del cloruro de polivinilo y del cuero, aunque los practicantes de uno de estos fetichismos puede no sentirse para nada atraído por los otros dos. Los practicantes del fetichismo de látex se autodenominan rubberistas (del inglés rubberists, y este de rubber ‘goma’).

## Origen

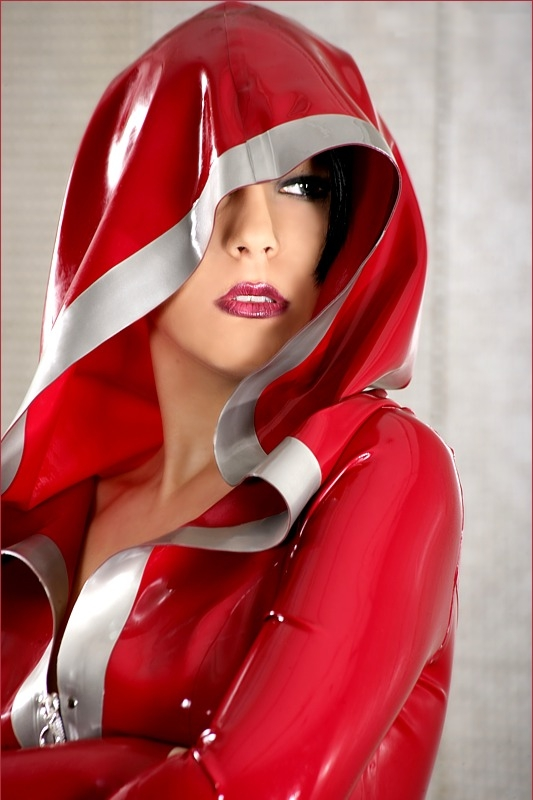
Mujer vistiendo una capucha de látex.

A pesar de que no hay unanimidad entre las diferentes escuelas psicológicas sobre el motivo de base que origina este fetichismo, y que cada caso tiene una causa particular, sí parecen existir motivaciones predominantes que son compartidas por gran parte de los practicantes.
Una de estas motivaciones viene creada por el hecho de que la ropa de látex, una vez puesta, constituye una segunda piel que actúa como sustituto de la propia piel de quien lo viste. La piel tiene una fuerte carga simbólica como aislante hacia un exterior agresivo; pero la propia experiencia de las personas hace ser conscientes de las limitaciones de esta capa protectora (imperfecta, con verrugas, manchas, y que se rasga con facilidad). En compensación, la segunda piel que supone la ropa de látex transmite una sensación de conformidad y seguridad en saberse completamente protegidos, aislados por un material mucho más resistente, que al mismo tiempo sigue siendo elástico y ajustado a la forma del cuerpo. Las personas que buscan en la ropa de látex satisfacer esa sensación de protección, suelen elegir prendas que cubran todo el cuerpo, generalmente catsuits que complementan con guantes, calcetines y máscaras o capuchas. El deseo de estas personas es conseguir un aislamiento total hacia el exterior, lo que en su jerga se conoce como total enclosure (‘aislamiento total’, en inglés). Es frecuente que estas personas también sientan una afición fetichista por las máscaras antigás, así como para todo otro artilugio que permita establecer una barrera entre los orificios corporales (ojos, nariz, boca, vagina, ano, uretra, etc.) y el mencionado exterior agresivo.
La presión que la ropa de látex ejerce sobre el cuerpo es visto también como un elemento de bondage. Debido a la elasticidad del material, y al carácter ajustado de las prendas de vestir que se crea, en el intento de volver a su posición de reposo, el látex crea una presión constante sobre la piel de quien lo viste, presión que es interpretada como erotizante (una estimulación continua de los receptores de presión de la piel) para algunos fetichistas del látex. Así como el tacto continuado de la ropa corriente sobre nuestra piel termina siendo ignorado por nuestro sistema nervioso para no saturarse de información, el nivel de presión de la ropa de látex hace que sea más difícil de obviar por el sistema nervioso. El olor de la goma del látex es también un estimulante para algunos fetichistas de látex, para intensificar el olor estas prendas suelen ser impregnadas con productos químicos.
Un último mecanismo que puede generar una relación de fetichismo con el látex, se debe de la estilización corporal que la ropa de látex permite generar. Por sus características como material, y la tipología de los modelos que con él se fabrican, las prendas fabricadas en látex suelen acentuar los rasgos corporales que los cánones occidentales de belleza consideran como deseables. Una importante parte de las prendas hechas en látex, buscan resaltar la llamada figura de reloj de arena, así como los rasgos sexuales. Esta característica es más comúnmente aplicable a las prendas destinadas a ser vestidas un público femenino o que busque reproducir una imagen de género femenino. Una razón de peso que la gente se excite con el uso del látex es su capacidad de transformación, como con cualquier traje, un rubberista puede imaginarse a sí mismo con una nueva identidad, especialmente una que permita un código diferente de conducta.
Algunos rubberistas también disfrutan de la idea de exhibicionismo y algunos fantasean con salir en público en un atuendo fetichista, algunos lo hacen, sobre todo en las ciudades más liberales (por ejemplo, Berlín, Nueva York, Montreal, San Francisco).

## Prácticas

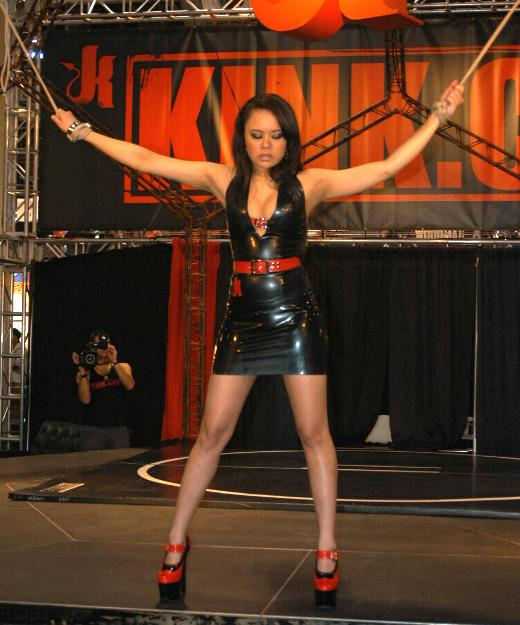
Bondage en látex

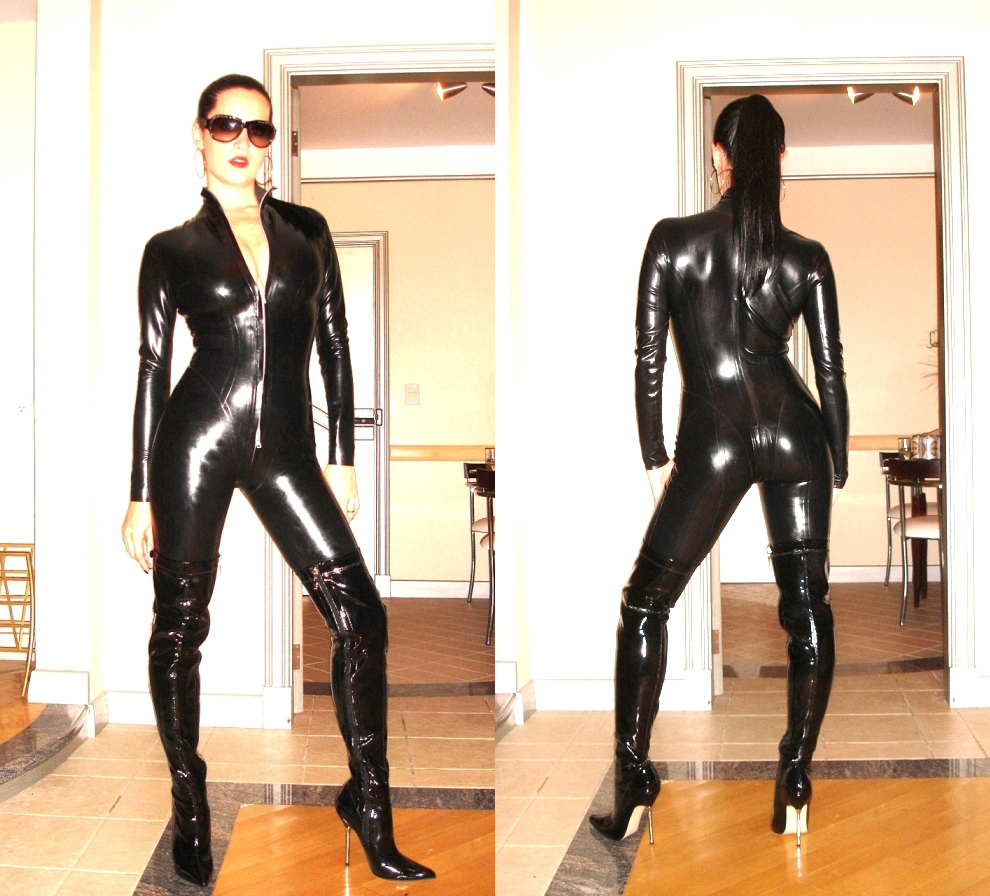
Modelo mostrando un catsuit en látex.

El fetichismo de látex a menudo implica vestirse con el material; observar parejas sexuales usándolo; o fantasear con los usuarios de prendas ajustadas a la piel hechas de látex u otro material, como los buzos y trabajadores que usan ropa de protección industrial. Otro estereotipo común es la imagen de una dominatrix que un traje de látex ceñido a la piel, por lo general de color negro.
Algunos entusiastas de látex también se excitan por el uso de prendas de látex cubiertas tales como capas. Otros parafernalia de caucho, tales como trajes acuáticos, máscaras antigás, botas de agua, trajes Hazmat o NBQ, pantalones de plástico y pañales también se agregan a menudo a la escena. Fetichistas asiduos a menudo intentan duplicar todo tipo de ropa de "uso diario" en una contraparte de látex.
Por razones de higiene, muchos juguetes sexuales como consoladores y butt plugs están hechos de goma de látex o materiales similares, esto lo hace un factor en el fetichismo de látex. Algunos fetichistas de látex también son fetichistas médicos o tienen un interés en la clismafilia; los guantes médicos y catéteres están hechos de látex, al igual que los preservativos, esta práctica suele incluirse en un conjunto de prácticas más amplias, muchas de ellas relacionadas con el BDSM.
Los fetichistas de látex acostumbran mostrar afinidad a prácticas como:
- Asfixia erótica
- Bondage
- Fetichismo de globos
- Inflables
- Juegos acuáticos
- Transformismo

Más allá de esta conexión, la ropa de látex es también un elemento muy frecuente como complemento en los juegos de rol sexuales (prácticas de dominación y sumisión).
Existe una importante industria especializadas en la producción de prendas de ropa hechas de látex o goma para los amantes de este fetiche.
Grandes cantidades de ropa de látex aparecen en sitios web como eBay, en los últimos años la ropa hecha en látex ha sido frecuente en las modas de los jóvenes, sobre todo en chaquetas, faldas y pantalones. Varios diseñadores de renombre han fabricado prendas de látex. Como las modas van dando vueltas constantemente, parecería que el látex y materiales similares están apareciendo otra vez en la corriente principal de las modas callejeras, así como continúan siendo el centro de la escena fetichista.

## Materiales similares
Existiendo diversos materiales que comparten características símiles con el látex, el fetichismo de este último, se ve relacionado con el fetichismo de otros materiales tales como el PVC y el vinilo, así también como el cuero. A pesar de ser materiales similares, divergen hacia el látex en algunas propiedades (dureza, flexibilidad, brillo); debido a este hecho, aunque una persona pueda mostrar afinidad hacia diversos materiales, puede mostrarse diametralmente opuesta a otros. Siempre que un material no reúna las características que lo hacen sexualmente excitante para esa persona, éste será tratado con indiferencia e incluso con repulsión.

## En la cultura popular

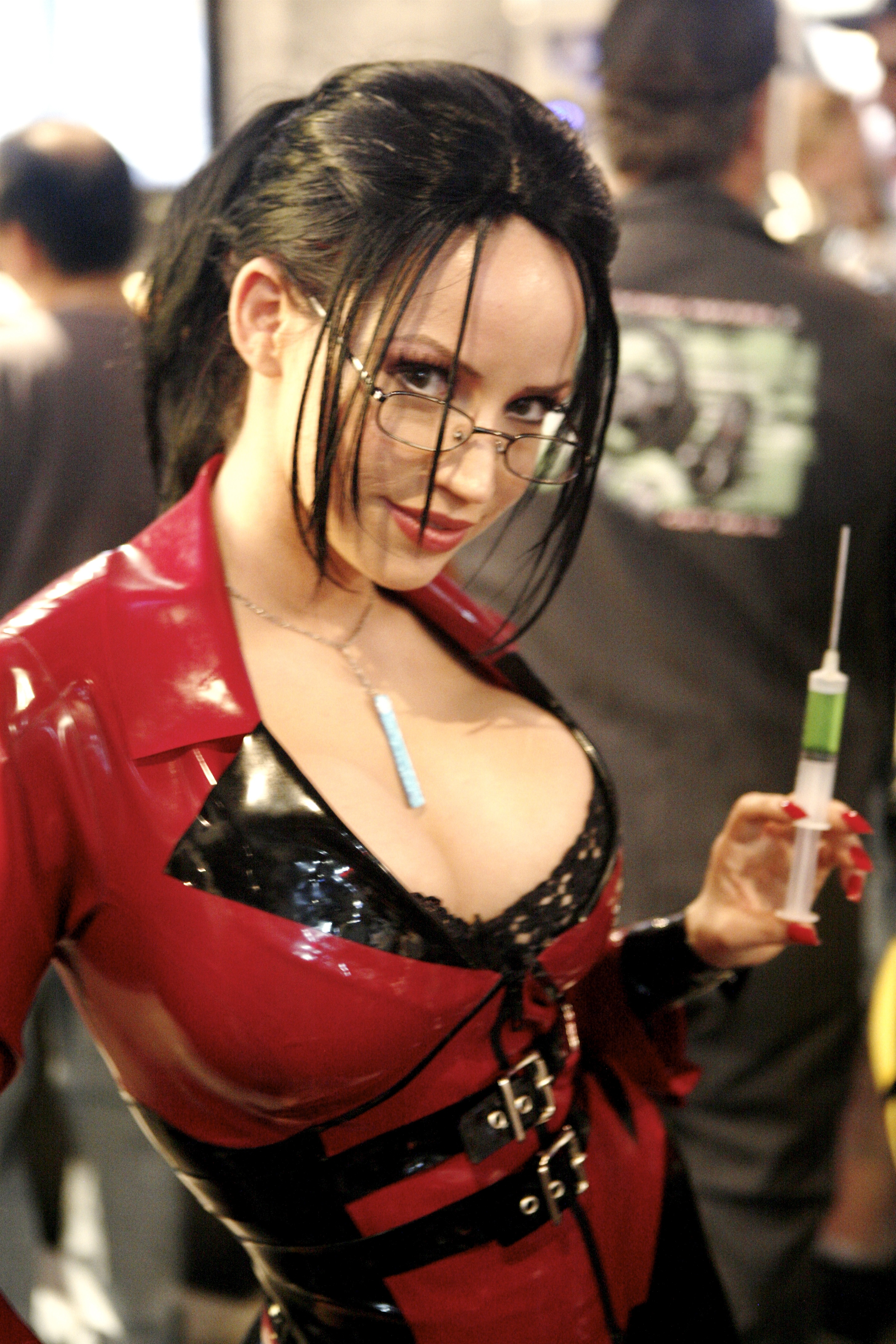
Bianca Beauchamp como Elexis Sinclaire (SiN), en la E3 de 2006

Dentro de la cultura popular, podemos notar la presencia del látex dependiendo, si está ligada directamente a la práctica fetichista que se asocia, o si sólo está presente como material, y que debido a este hecho, la obra donde aparece se haya vuelto icónica para los fetichistas de látex.
Algunos ejemplos de las obras donde aparece representado el fetichismo del látex son:
- Personal Services (1987) - película inglesa dirigida por Terry Jones, inspirada en la Operación Spanner, llevada a cabo el mismo año. Uno de los personajes muestra en una escena su fetichismo por el látex y el bondage extremo.[1]
- Preaching to the perverted (1997) - película inglesa dirigida por Stuart Urban, vetada por la censura en Irlanda.
- Obra de Simon Benson - dibujante de cómics estadounidense, uno de los máximos exponentes del cómic Heavy Rubber.
- Obra de Michael Manning - dibujante de cómics estadounidense, con libros como Hidrophylia, Transceptor o Amerotica; el uso de la tinta china y el negativo constantemente observado en sus creaciones
- Obra de Gernot - dibujante de cómics y escultor alemán. Sus trabajos exageran hasta el absurdo tanto el fetichismo del látex como los elementos fetichistas anexos a esta práctica (tacones de aguja, máscaras antigás).

Algunos ejemplos de las obras que han resultado icónicas para los fetichistas de látex son:
- Four Rooms (1995) - película estadounidense compendio de varios cortometrajes; en el corto dirigido por Allison Anders, Madonna aparece vestida con un traje de látex negro.
- Irma Vep (1996) - película francesa dirigida por Olivier Assayas. En el film, la protagonista se supone abducida por una prenda que vestirá para a una película (un catsuit de látex negro).
- Matrix (1999-2003) - trilogía de películas estadounidenses, dirigida por los Hermanos Wachowski. Se destaca el vestido de látex transparente usado por Monica Bellucci.
- Watchmen (película) (2009) - película estadounidense, dirigida por Zack Snyder, versión cinematográfica del cómic homónimo; el personaje Espectro de seda (Silk Specter en inglés) interpretado por Malin Åkerman es caracterizado en un catsuit de látex negro, amarillo y transparente.

## Símbolos

Bandera del orgullo rubber.

Además del uso casi exclusivo de este material en su vestimenta, los miembros de la comunidad fetichista de látex tienen diversos símbolos que los identifican, entre los que resalta la bandera del orgullo "Rubber". Fue diseñada en 1994 por Peter Tolos y Scott Moats, y apareció por primera vez en la fiesta "Vulcan America Rubber" de 1994. La bandera del orgullo Rubber es similar a la bandera del orgullo leather, como un símbolo que representa y da mayor visibilidad a la comunidad.
Sus colores son el negro (color más frecuente dentro de la parafernalia "Rubber"), el rojo (representando la pasión por el látex) y el amarillo. Asimismo, lleva un Chevrón que originalmente representaba al "Club Vulcan", lugar en donde habría nacido esta comunidad, la cual tiene una torcedura que muestra su intención de representar la perversión (Kinkness).